# Сардіс (Кентуккі)
Сардіс (англ. Sardis) — місто (англ. city) в США, в округах Мейсон і Робертсон штату Кентуккі. Населення — 60 осіб (2020).

## Географія
Сардіс розташований за координатами 38°32′0″ пн. ш. 83°57′10″ зх. д. / 38.53333° пн. ш. 83.95278° зх. д. (38.533335, -83.952696).  За даними Бюро перепису населення США в 2010 році місто мало площу 2,59 км², з яких 2,59 км² — суходіл та 0,00 км² — водойми.

## Демографія
Згідно з переписом 2010 року, у місті мешкали 103 особи в 42 домогосподарствах у складі 26 родин. Густота населення становила 40 осіб/км².  Було 57 помешкань (22/км²).
Расовий склад населення:
| - 93,2 % — білих - 1,0 % — чорних або афроамериканців - 1,0 % — азіатів - 4,9 % — осіб інших рас |

До двох чи більше рас належало 0,0 %. Частка іспаномовних становила 4,9 % від усіх жителів.
За віковим діапазоном населення розподілялося таким чином: 15,5 % — особи молодші 18 років, 66,1 % — особи у віці 18—64 років, 18,4 % — особи у віці 65 років та старші. Медіана віку мешканця становила 48,3 року. На 100 осіб жіночої статі у місті припадало 106,0 чоловіків;  на 100 жінок у віці від 18 років та старших — 93,3 чоловіків також старших 18 років.
Середній дохід на одне домашнє господарство  становив 32 600 доларів США (медіана — 23 438), а середній дохід на одну сім'ю — 35 924 долари (медіана — 28 333). За межею бідності перебувало 40,0 % осіб, у тому числі 47,6 % дітей у віці до 18 років та 10,5 % осіб у віці 65 років та старших.
Цивільне працевлаштоване населення становило 38 осіб. Основні галузі зайнятості: виробництво — 23,7 %, роздрібна торгівля — 21,1 %, фінанси, страхування та нерухомість — 21,1 %.